# Дом детства Джорджа Буша-младшего
Дом детства Джорджа Буша-младшего (англ. George W. Bush Childhood Home) — дом-музей, в котором жили бывшие президенты США Джордж Герберт Уокер Буш и его сын Джордж Буш-младший с 1951 по 1955 год, расположенный в городе Мидленд, штат Техас.
Данный дом был построен в 1940 году и был куплен семьёй Бушей в 1951 году за 9 тысяч долларов (что эквивалентно 90 тыс. долларов в 2021 году). Они жили в доме площадью 1400 квадратных футов (130 м²) до конца 1955 года. 
Дом был внесён в Национальный реестр исторических мест в 2004 году. Он был куплен за 100 тысяч долларов, чтобы стать музеем, открытие которого состоялось 11 апреля 2006 года.

## Галерея

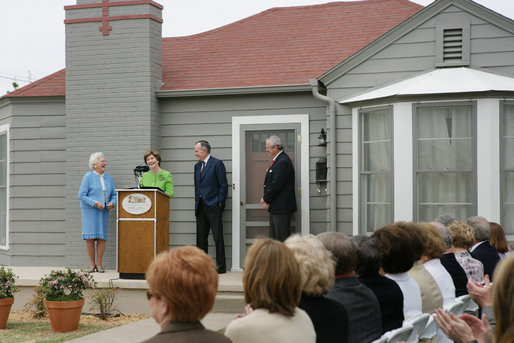
Барбара Буш, Лора Буш, Джордж Буш-старший и Джозеф И. О'Нил III на открытии дома-музея
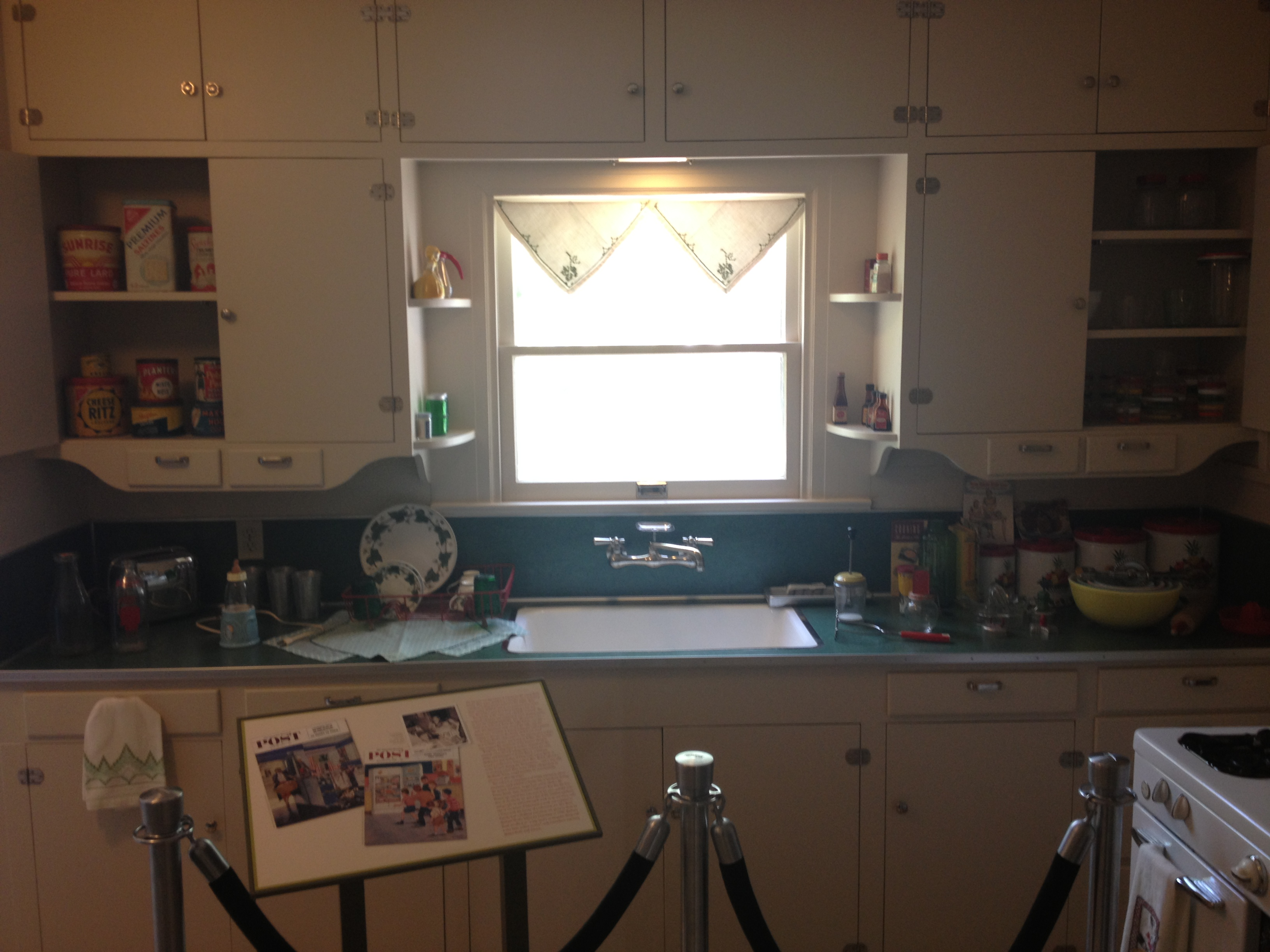
Кухня
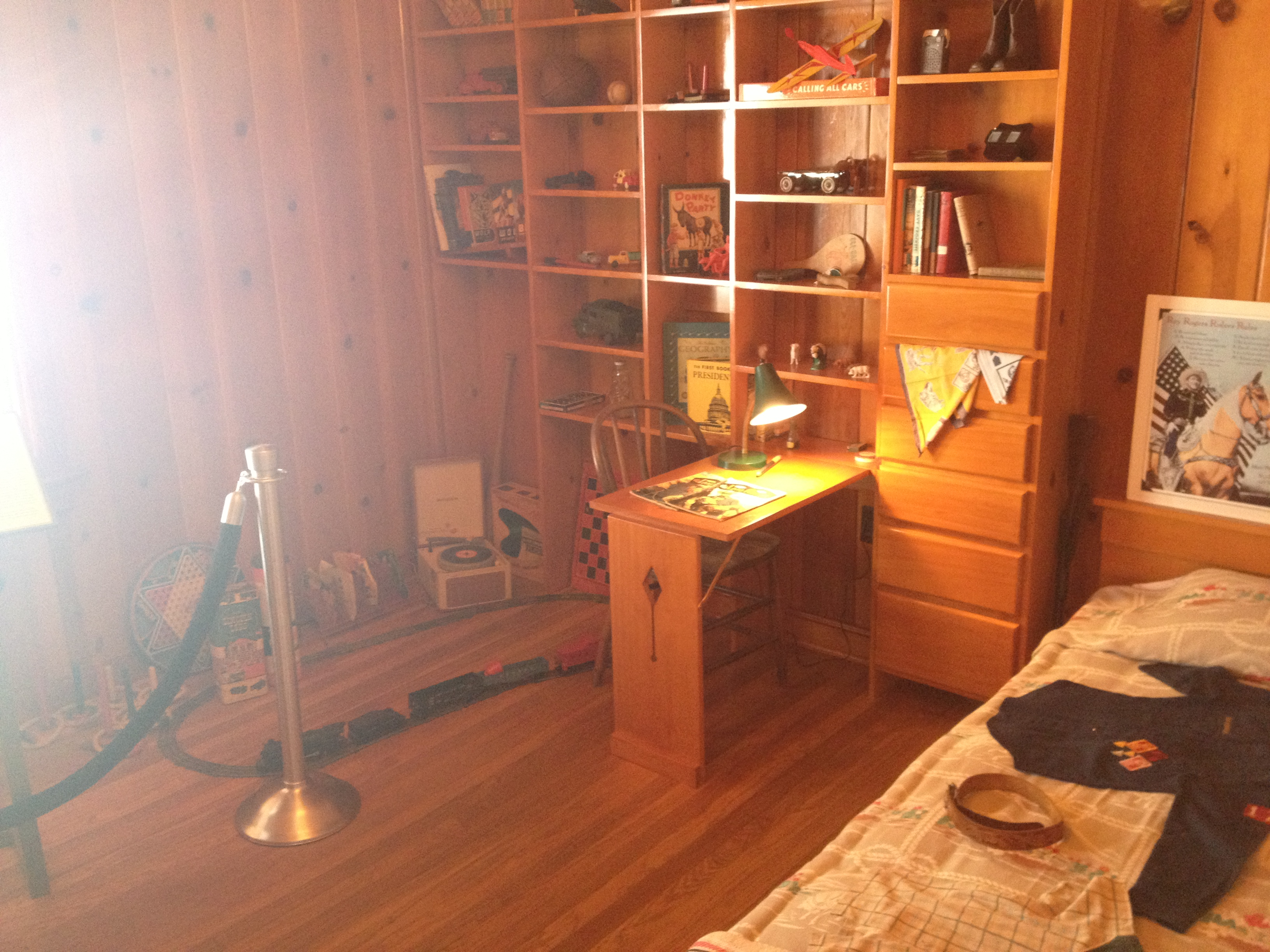
Комната Буша